# White Castle (restaurant)
White Castle és una cadena de restaurants de menjar ràpid especialitzat en hamburgueses, que està establerta amb més de 400 locals en el Oest Mitjà dels Estats Units i l'àrea metropolitana de Nova York. Fundada en 1921 en Wichita (Kansas), és considerada com la cadena de menjar ràpid pioner als Estats Units.

## Història
El primer restaurant White Castle va ser inaugurat el 13 de setembre de 1921 a Wichita (Kansas) pel cuiner Walter A. Anderson, que es va especialitzar en vendre hamburgueses. A causa de la demanda creixent, moltes vegades li compraven les hamburgueses per dotzenes, la qual cosa va donar lloc al popular eslògan que posteriorment va identificar a la companyia: "compra-les per sac". Perquè el seu negoci creixera, Anderson es va associar en 1926 amb un corredor d'assegurances, Edgar Waldo "Billy" Ingram, per a obrir nous locals. En aquests anys, els estatunidencs desconfiaven del consum de carn picada, per la qual cosa els dos socis van adoptar mesures per a remarcar la higiene del seu local, com proveir d'uniformes a tots els seus treballadors, l'ús de graella i espàtules, o una característica decoració amb porcellana blanca. Prompte el negoci es va expandir a altres ciutats de l'Oest Mitjà dels Estats Units, amb edificis prefabricats que seguien les mateixes pautes que el local original.
Anderson està reconegut com l'inventor del pa de l'hamburguesa i va ser un dels pioners en crear una cadena de cuina per a restaurants de menjar ràpid, un model que més tard van seguir altres negocis en el mateix sector. Les directrius establertes per la seu central asseguraven que el client rebria un producte similar en qualsevol localitat. De manera similar, el grup va ser un dels primers a establir acords amb empreses externes per subministrar-los productes com el pa de hamburguesa o el mobiliari del restaurant, convertint així a White Castle en un dels avantguardistes de l'actual indústria de menjar ràpid. Una altra decisió clau va ser la implementació d'un servei de menjar per emportar.
El tipus d'hamburguesa de White Castle és més menuda, diferent a la d'altres establiments. Durant la Primera Guerra Mundial van créixer els sentiments anti-germans als Estats Units, i l'hamburguesa va perdre popularitat. El restaurant va apostar per una recepta diferent, per la qual va començar a vendre hamburgueses més menudes en majors quantitats, a cinc centaus la unitat. El procés d'elaboració també era diferent, perquè en cada filet es feien cinc perforacions per a cuinar-lo sense necessitat de donar-li la volta. Quan es feien a la graella s'afegien cèrcols de ceba, la qual cosa els donava un sabor característic.
En 1933, Ingram va adquirir la part del seu negoci que pertanyia a Anderson i va traslladar la seu de la companyia a Columbus (Ohio). El negoci continua sent una societat limitada i tots els restaurants White Castle són propietat de la companyia. La gestió posteriorment va passar al fill E.W. Ingram i després al seu net E.W. Ingram III. A diferència d'altres cadenes internacionals de hamburgueses com McDonald's o Burger King, White Castle es centra exclusivament en algunes àrees dels Estats Units, amb més de 400 establiments concentrats principalment en l'Oest Mitjà del país i l'àrea metropolitana de Nova York.